# Plinio Mendoza Neira

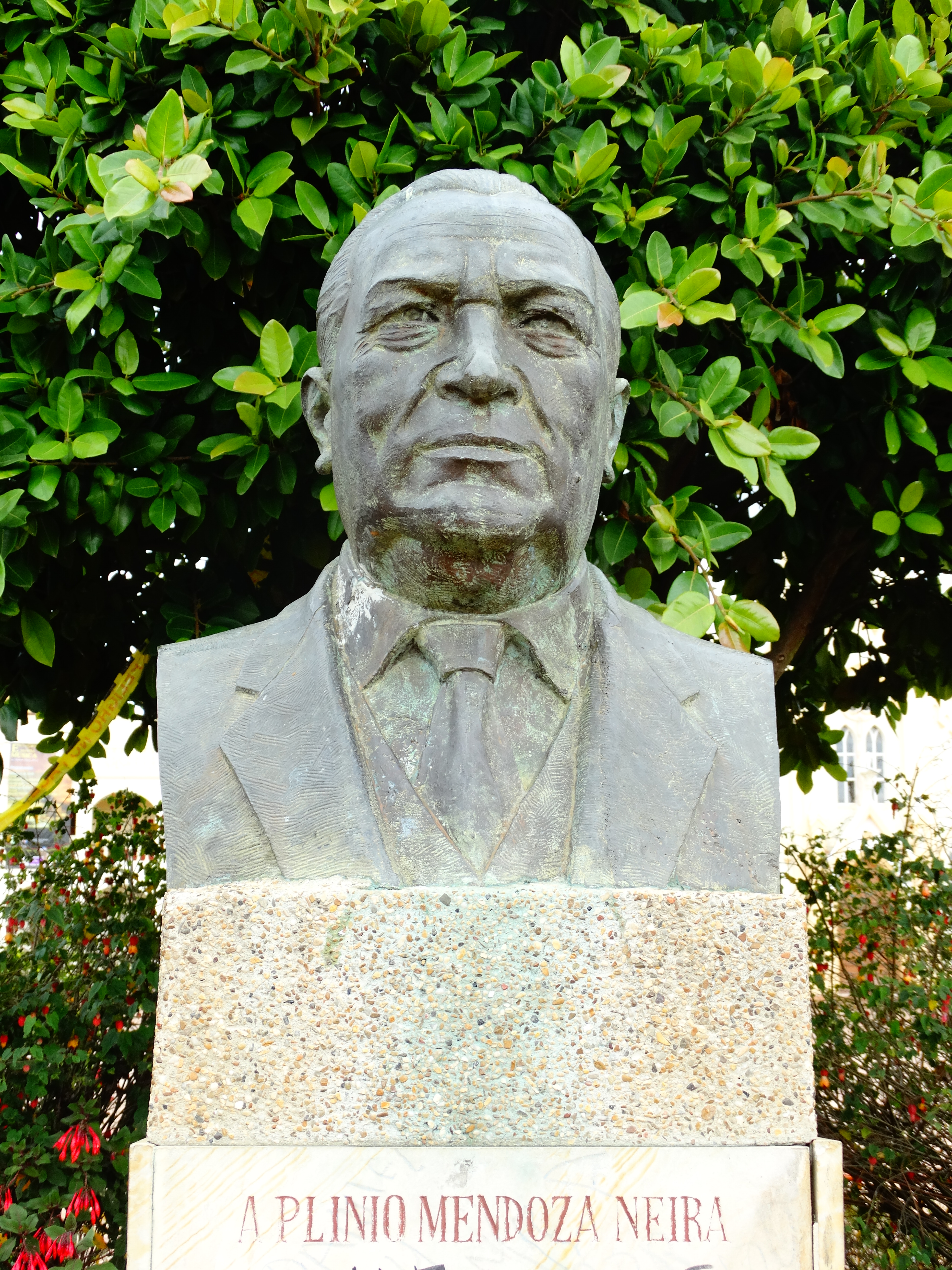
Monumento a Plinio Mendoza Neira

Plinio Mendoza Neira (Toca, Boyacá, 1902-1964) fue un abogado y político colombiano.
Militante del partido liberal colombiano que se destacó como senador, contralor general de la República, ministro de guerra del gobierno de Alfonso López Pumarejo y embajador de Colombia en Venezuela

## Biografía
Mendoza Neira nació en Toca y se casó con Soledad García, quienes serían los padres de Elvira, Soledad, Consuelo y Plinio Apuleyo Mendoza. Posteriormente se casaría con María Teresa Nieto tras el deceso de su primera esposa. Inició su labor de periodista en el periódico Juventud Liberal. Fue el primer contralor general de la República del Partido Liberal.
Fundó el periódico semanal de Sábado, periódico que agrupaba a varios de los mejores analistas del proceso político junto a escritores y poetas del universo latinoamericano.entre los que destacan Juan Lozano y Lozano, Hernando Téllez, Abelardo Forero Benavides, Alejandro Vallejo, Silvio Villegas; el más joven de los colaboradores de Sábado era su hijo, Plinio Apuleyo. Dicho semanario llegó a tener una publicación de cien mil ejemplares.
Luego de apoyar a Gabriel Turbay, fue promotor de la unión liberal alrededor de Jorge Eliécer Gaitán, Mendoza Neira fue virtualmente su brazo derecho durante los meses que precedieron la muerte del líder. Editaba entonces una revista significativamente llamada Reconquista, cuyo jefe de redacción, su hijo Plinio Apuleyo. Asesinado Gaitán, Mendoza Neira se convirtió en uno de los protagonistas políticos de la convulsionada etapa que culminaría con la clausura del Parlamento, la tempestuosa elección de Laureano Gómez, quien no tuvo competidor liberal en dicha papeleta y la abstención liberal, ya que a pesar de haber declarado a Dario Echandia como candidato el Partido Liberal lo retiro ante la arremetida militar conservadora, al paso que el día de la elección los liberales, promoviendo la abstención la policía militar disparó contra el grupo donde se encontraba Dario Echandia quien saldría ileso, pero no así su hermano Vicente Echandia quien falleció a causa de los impactos de bala.
Mendoza Neira comprometido en una vasta conspiración contra el gobierno conservador de Laureano Gómez, se vio obligado a exiliarse por trece años con su familia en Venezuela poco antes de que un tribunal militar lo condenó, en ausencia, a 25 años de cárcel. Mendoza Neira estudió Derecho en la Sede Principal de la Universidad Libre (Colombia), de la cual se graduó en 1929. De esta sería su Secretario General en 1930.

## Trayectoria

### Ministro de Guerra
Alfonso Lòpez Pumarejo y su secretario, Alberto Lleras, le ofrecieron a Plinio Mendoza dirigir el Ministerio de Guerra tras la posibilidad de que el Ejército que venía de la hegemonía conservadora estuviere preparando un golpe de Estado junto a los dirigentes del Partido Conservador con el fin de derrocar a López Pumarejo y su Revolución en marcha. A su llegada al ministerio ordenó el traslado inmediato de varios comandantes del ejército a otras guarniciones militares en el país.

El reciente elegido contralor Carlos Llera Restrepo decidió le hizo un debate de control a Mendoza Neira, cuando este se encontraba de luto por la muerte de su esposa Soledad, por unas supuestas irregularidades en el Ministerio de Guerra en la Cámara de Representantes, de dicho ataque fue defendido por el representante Jorge Eliécer Gaitán:
"Vengo a defender a un grande hombre de una grande infamia": Jorge Eliécer Gaitán
Dicho debate, adelantado por su propio Partido Liberal, era muestra de lo popular y el espacio que se había ganado Neira Mendoza en la opinión colombiana. Posteriormente la investigación estableció que el contratista fue absuelto de dichos cargos.
El presidente Eduardo Santos lo designó como embajador en Centroamérica y posteriormente en Venezuela, donde hará amistad con el presidente de dicho país, Isaías Medina Angarita.